# The Ghost (film, 1914)
Pour les articles homonymes, voir The Ghost.
Ne doit pas être confondu avec The Ghosts (film, 1914).
The Ghost est un film américain réalisé par Frank Powell, sorti en 1914.

## Fiche technique
- Dates de sortie :
  -  États-Unis : 18 avril 1914

## Distribution
- Crane Wilbur : Gabriel Whitten, le plus jeune fils
- M.O. Penn : 	Peter Whitten : le fils boucanier
- William Riley Hatch : Ezra Whitten, le père
- Logan Paul  : le vieux Moore, père de Joan
- Clare Rea : Joan Moore